# Au soir de la vie
Pour plus de détails, voir Fiche technique et Distribution.
Au soir de la vie (Prima di sera) est un film italien réalisé par Piero Tellini, sorti en 1954.

## Synopsis
Un agent d'assurance d'âge moyen, après avoir passé une nuit blanche à cause d'une dispute avec sa femme, se rend dans une pharmacie pour acheter un somnifère. Par erreur, le médecin, au lieu de lui donner un sédatif, lui remet un poison. L'homme se rend à l'extérieur de la ville pour rendre visite à un client. Il est plusieurs fois sur le point d'avaler les pilules, mais chaque fois, un obstacle l'empêche d'atteindre son but. Se sentant traqué, il erre toute la journée dans la ville. Une rencontre fortuite avec une inconnue menace de compliquer la situation, mais lorsqu'il rencontre un prêtre, l'assureur lui avoue qu'il a une petite dette envers la justice sur la conscience. Le soir, tous les malentendus sont dissipés et l'assureur s'endort sans plus avoir besoin de somnifère.

## Fiche technique
- Titre : Au soir de la vie[1]
- Titre original: Prima di sera
- Réalisation : Piero Tellini
- Scénario : Piero Tellini
- Photographie : Carlo Montuori
- Montage : Rolando Benedetti
- Musique : Mario Nascimbene
- Chef d'orchestre : Franco Ferrara
- Son : Oscar Di Santo
- Décors : Saverio D'Eugenio
- Costumes : Mirella Borelli
- Producteur : Luigi Rovere, Angelo Rizzoli, Roberto Dandi
- Société de production : Rizzoli Film, Imperial Film
- Distribution : Dear Film
- Pays d'origine :  Italie
- Langue : Italien
- Format : Noir et blanc — 35 mm — 1,37:1 — Son : Mono
- Genre : Drame
- Durée : 95 minutes
- Dates de sortie : 
  - Italie : 21 octobre 1954
  - France : 1960[1]

## Distribution
- Paolo Stoppa : Paolo Bancani, l'assureur
- Gaby André : Silvia Bancani, son épouse
- Lyla Rocco : la vendeuse
- Giovanna Ralli : la pharmacienne
- Gianni Cavalieri : le chef de bureau
- Memmo Carotenuto : Ninna Nanna
- Nando Bruno : le commissaire Antoni
- Carletto Sposito : le conseiller juridique de l'assurance
- Franco Cagnola : le petit Peppino
- Giacomo Furia : le pharmacien Alberto Belli
- Rosita Pisano : Francesca
- Pina Piovani : la belle-mère de Paolo
- Giulio Battiferri : le portier
- Mario Passante : le cavalier D'Amico
- Enzo Maggio : le tailleur Fantali
- Roberto Alessandri : le journaliste
- Vando Tres : Giovanni
- Aldo Vasco : un autre conseiller juridique
- Vittorio Mangano :
- Vincenzo Milazzo :
- Domenico Mosca :
- Sergio Bergonzelli :